# ジェレマイア・ジャクソン
ジェレマイア・ジャクソン（Jeremiah Jackson, 2000年3月26日 - ）は、 アメリカ合衆国テネシー州デビッドソン郡アンティオーク出身のプロ野球選手（内野手）。右投右打。MLBのボルティモア・オリオールズ傘下所属。

## 経歴

### プロ入りとエンゼルス傘下時代
2018年のMLBドラフト2巡目（全体57位）でロサンゼルス・エンゼルスから指名され、プロ入り。なお、契約しない場合はミシシッピ州立大学へ進学の予定であった。契約後、傘下のルーキー級アリゾナリーグ・エンゼルスでプロデビュー。パイオニアリーグのルーキー級オレム・オウルズでもプレーし、2球団合計で43試合に出場して打率.254、7本塁打、23打点、10盗塁を記録した。
2019年はルーキー級オレムでプレーし、65試合に出場して打率.266、23本塁打、60打点、5盗塁を記録した。この23本塁打はパイオニアリーグの歴代最多の本塁打数である。
2020年は新型コロナウイルスの影響でマイナーリーグの試合が開催されなかったため、公式戦の出場は無かった。

### メッツ傘下時代
2023年8月1日にドミニク・レオンとのトレードで、ニューヨーク・メッツに移籍した。
2024年11月4日にFAとなった。

### オリオールズ傘下時代
2024年11月25日、ボルティモア・オリオールズとマイナー契約を結んだ。

## プレースタイル
打撃ではフルスウィングが身上であるが、三振数も多い。守備も含めて2021年開幕前現在では完全に原石であると言われている。